# Ульяновское высшее военное инженерное училище связи
Ульяновское ордена Красной Звезды высшее военное училище связи имени Г. К. Орджоникидзе — одно из старейших военно-учебных заведений, располагавшееся в Ульяновске. Выпускники училища проходили службу во всех родах войск ВС СССР и ВС РФ — ВВС, ВМФ, ВДВ, пограничных войсках и ФСБ России, МВД России, а также в Спасательных воинских формированиях МЧС Ро

## История
В 1873 году в город  Симбирск прибыл легендарный 5-й пехотный Калужский полк Русской Императорской армии, который в 1877 году убыл на Русско-турецкую войну 1877-1878 гг. В 1886 году для 5-го пехотного Калужского полка Русской Императорской армии городской управой Симбирска был построен комплекс "новых казарм" ёмкостью для двух полков. В 1888 году полк убыл на западную границу. С 1888 года (22 года) в казармах полка размещались 290-й Сурский и 292-й Сызранский резервные батальоны. С 1910 года в казармах размещались 5-й уланский Литовский и 163-й Ленкоранско-Нашебургский полки Русской Императорской армии, которые в 1914 году убыли на фронт Первой Мировой войны.
В 1936 году Директивой Генерального штаба РККА № 412/120446 от 26.12.1935 года создана Ульяновская школа особой техники. Школа располагалась в казармах Ленкоранско-Нашебурского 163-го пехотного полка на улице Слободской (сейчас улица Тухачевского).
В марте 1937 года преобразована в Ульяновское военно-техническое училище, по подготовке командиров-специалистов по телемеханике, одновременно, в связи со смертью Г. К. Орджоникидзе, училищу присваивается имя Г. К. Орджоникидзе.
В июле 1938 года преобразовано в Ульяновское военное училище связи, перед которым ставилась задача готовить специалистов радиосвязи — командиров подразделений (лейтенантов) и технический состав (воентехников).
В 1969 году училище преобразовано в Ульяновское высшее военное командное училище связи, приступив с 1971 года к плановой подготовке офицеров для системы «Север» (определённости не было до лета 1972 года).
Согласно приказу Министра обороны СССР от 5 сентября 1991 года училище преобразовано в Высшее военное инженерное училище связи.
В ноябре 1998 года Постановлением Правительства РФ № 1009 преобразовано в филиал Санкт-Петербургского военного университета связи.
Имя Г. К. Орджоникидзе возвращено согласно Постановлению Правительства РФ № 937-р и приказу Министра обороны РФ от 9 августа 2004 года № 235, когда филиал снова стал училищем — Ульяновское высшее военное инженерное училище связи (военный институт) имени Г. К. Орджоникидзе. В училище было 3 основных факультета и специальный факультет для подготовки иностранных военнослужащих. Первый факультет готовил специалистов радиосвязи и спутниковой связи. Второй факультет готовил специалистов многоканальной связи, электропроводной связи и ЗАС. Третий факультет готовил специалистов автоматизированных систем управления.
В 2008 году на базу училища из Нижнего Тагила был переведён Межрегиональный учебный центр, переименованный в 2010 году в 623-й Межвидовой региональный учебный центр войск связи (сокращённо МРУЦ), также известный как в/ч 42731.

## Деятельность училища
В училище было подготовлено свыше 22 тысяч лейтенантов, прошли переподготовку 757 военнослужащих, выпущено 1269 иностранных военнослужащих. В годы Великой Отечественной войны было выпущено более 4000 специалистов связи. Абсолютное большинство его выпускников были награждены государственными наградами, семь его воспитанников удостоены звания Героя Советского Союза. Около 60 выпускников училища были удостоены званий генералов и заняли руководящие должности в войсках связи.
В  училище получили профессиональную подготовку связисты вооружённых сил более 40 государств. После распада СССР в училище обучались военнослужащие Алжира, Армении, Казахстана, Киргизии, Таджикистана, Узбекистана. Многие иностранные военнослужащие, окончившие Ульяновское высшее военное инженерное училище связи, стали начальниками связи национальных армий, командирами войсковых частей и соединений.
Подготовка велась по направлениям:
- Радисты
- ЗАСС
- Радио-релейная и проводная связь
- «Горизонт»
- Космос
- Подготовка иностранных военнослужащих
- Вычислительные машины, комплексы, системы и сети
- Информатика и вычислительная техника
- Многоканальные телекоммуникационные системы
- Радиосвязь, радиовещание и телевидение
- Сети связи и системы коммутации
- Телекоммуникации

## Награды и знаки отличия
- В 1967 году, в честь 50-летия Октябрьской революции, руководством советского государства было принято решение об изготовлении 250 памятных знамён для награждения ими воинских частей, рабочих коллективов страны за высокие показатели в ратном деле и труде.
- В октябре 1967 года за заслуги в деле защиты Родины и достигнутые высокие результаты в подготовке офицерских кадров, училище награждено Почётным Знаменем ЦК КПСС, Президиума Верховного Совета и Совета Министров СССР.
- В апреле 1970 года за высокие показатели в учебно-воспитательной работе училище награждено Ленинской юбилейной почетной грамотой.
- В 1985 году за заслуги в деле подготовки военных национальных кадров связистов училище награждено орденом Красной Звезды Венгерской Народной Республики.
- В мае 1986 года за большие заслуги в подготовке офицерских кадров и в связи с 50-летием со дня образования училище награждено орденом Красной Звезды.
- В 1987 году училище награждено орденом «Военных заслуг» Социалистической Республики Вьетнам.
- В 1990 году училище награждено медалью «За заслуги I степени» Чехословацкой Социалистической Республики.
- В 1991 году училище награждено орденом «Антонио Масео» Республики Куба.

## Отличившиеся выпускники
Герои Советского Союза и Российской Федерации, окончившие училище:
- Евтихий Емельянович Белов, генерал-лейтенант
- Иван Николаевич Бурмистров, гвардии красноармеец
- Иван Михайлович Гусев, полковник
- Леонид Яковлевич Одегов, старший сержант
- Михаил Семенович Ребров, гвардии красноармеец
- Николай Архипович Турченко, старший сержант
- Виктор Федорович Шишков, полковник
- Евгений Викторович Шкурдалов, полковник
- Эдуард Георгиевич Островский, генерал-лейтенант

## Начальники училища
- Стела к 200-летию Победы в Отечественной войне 1812 года и 75-летию со дня образования УВУСкомбриг Т. П. Каргополов (апрель 1936 — январь 1938)
- полковник А. Н. Комолов (февраль 1938 — апрель 1941)
- полковник Д. Ф. Заборских (апрель — сентябрь 1941)
- полковник Г. Р. Моисеенко (ноябрь 1941 — июль 1950)
- генерал-майор Т. Н. Горяинов (июль 1950 — январь 1955)[1]
- генерал-майор И. Д. Сулема (февраль 1955 — август 1959)
- генерал-майор Р. Ф. Малиновский (август 1959 — март 1968)[2]
- генерал-лейтенант Н. Т. Гузенко (май 1968 — ноябрь 1985)
- генерал-майор А. А. Костровский (ноябрь 1985 — октябрь 1989)[3]
- генерал-майор С. М. Муратханов (октябрь 1989 — август 2001)
- генерал-майор Н. В. Лозко (август 2001 — июнь 2002)
- генерал-майор В. М. Верхогляд (июнь 2002 — декабрь 2008)[4].

## Память
- 1 октября 2012 года, по инициативе членов Совета ветеранов и выпускников Ульяновского военного училища связи, перед КПП установили стелу[5].
- 24 мая 2015 года состоялось торжественное открытие и освящение памятника ульяновским курсантам-связистам[6][7][8].
- 21 мая 2016 года на территории училища связи (ныне МРУЦ) состоялась торжественная встреча ветеранов и выпускников училища, посвященная 80-летию УВУС[9].

## Галерея
- памятник «Слава героям-связистам», на территории училища
- УВВКУС. Присяга 1984 Почётное Знамя
- УВВКУС ОРДЕН 1986 год
- ШЕВРОН УВВКУС